# لينون ستيلا
لينون راي لويز ستيلا (بالإنجليزية: Lennon Ray Louise Stella)‏هي مغنية وممثلة كندية. ولدت في 13 أغسطس 1999 في أوشاوا، كندا.

## ديسكغرافي

### ألبومات الاستوديو
قائمة ألبومات الاستوديو، مع التفاصيل المحددة
| عنوان               | تفاصيل الألبوم                                                                                | مراكز الرسم البياني الذروة | مراكز الرسم البياني الذروة | مراكز الرسم البياني الذروة | مراكز الرسم البياني الذروة           | مراكز الرسم البياني الذروة | مراكز الرسم البياني الذروة |
| عنوان               | تفاصيل الألبوم                                                                                | مخطط الألبومات الكندية     | أستراليا                   | نيوزيلندي                  | مخططات الفردي والألبومات الاسكتلندية | المملكة المتحدة            |                            |
| ------------------- | --------------------------------------------------------------------------------------------- | -------------------------- | -------------------------- | -------------------------- | ------------------------------------ | -------------------------- | -------------------------- |
| ثلاثة. اثنين. واحد. | - تاريخ الصدور: 24 أبريل 2020 - التسمية: السجلات ، كولومبيا - التنسيق: التنزيل الرقمي والتدفق | 10                         | 54                         | 30                         | 54                                   | 91                         | 80                         |

### مسرحيات طويلة
قائمة المسرحيات الموسعة، مع التفاصيل المحددة
| عنوان                               | تفاصيل EP | مراكز الرسم البياني الذروة |
| عنوان                               | تفاصيل EP | تستطيع                     |
| ----------------------------------- | --- | -------------------------- |
| الحب أنا                            | - تاريخ الصدور: 16 تشرين الثاني (نوفمبر) 2018 - التسمية: السجلات ، كولومبيا - التنسيق: التنزيل الرقمي والتدفق | 60                         |
| ثلاثة. اثنين. واحد. (إصدارات بديلة) | - تاريخ الإصدار: 7 أغسطس 2020 - التسمية: السجلات ، كولومبيا - التنسيق: التنزيل الرقمي والتدفق                 | -                          |

## روابط خارجية
- لينون ستيلا على موقع IMDb (الإنجليزية)
- لينون ستيلا على موقع ألو سيني (الفرنسية)
- لينون ستيلا على موقع ميوزك برينز (الإنجليزية)
- لينون ستيلا على موقع أول ميوزيك (الإنجليزية)
- لينون ستيلا على موقع ديسكوغز (الإنجليزية)
- لينون ستيلا على موقع قاعدة بيانات الفيلم (الإنجليزية)